# Jean-Marie Besset
Pour les articles homonymes, voir Besset (homonymie).
Jean-Marie Besset, né le 22 novembre 1959 à Carcassonne, est un auteur et traducteur français, principalement de pièces de théâtre. Il est également comédien.

## Biographie

### Origines et études
Originaire de Carcassonne, Jean-Marie Besset passe son enfance et son adolescence à Limoux (Aude) jusqu'à l'obtention du baccalauréat.
Poursuivant ses études à Paris, il est diplômé de l'École supérieure des sciences économiques et commerciales (ESSEC) en 1981 et de l'Institut d'études politiques de Paris en 1984. Il se rapproche à cette époque du monde du théâtre et commence à écrire des pièces. Il s'installe à New York de 1986 à 1998.

### Dramaturge
En 1989, sa première œuvre, Villa Luco, est créée au Théâtre national de Strasbourg, avec Hubert Gignoux dans le rôle du maréchal Pétain et Maurice Garrel jouant le général de Gaulle.
Depuis 1995, il participe à plusieurs spectacles avec la compagnie BCDV de Gilbert Désveaux qui lance en 2000 le festival des Nouveaux Auteurs dans la Vallée de l’Aude (NAVA) dans la région de Limoux.
Depuis 2002, il fait partie du comité de lecture du Théâtre du Rond-Point.

### Direction de théâtres
Pendant la saison 1999-2000, il est directeur délégué du Théâtre de l'Atelier. En 2001, il est élu au Conseil d'administration de la SACD.
Candidat malheureux en 2006 à la direction du Théâtre national de Toulouse, il pose en 2009 sa candidature à la direction du centre dramatique national de Montpellier, le Théâtre des Treize Vents. Avec le soutien Georges Frêche, président du conseil régional de Languedoc-Roussillon et de la communauté d'agglomération Montpellier Agglomération, qui, dans un premier temps, avait suggéré la candidature du metteur en scène Georges Lavaudant, le ministre de la Culture Frédéric Mitterrand retient la candidature de Jean-Marie Besset.
L'annonce de cette nomination le 3 novembre 2009 suscite la polémique et provoque des réactions contrastées, hostiles (dont celle de Patrice Chéreau) ou favorables, au sein du théâtre public français, des partis d'opposition et sur Internet. Le président du Syndicat national des entreprises artistiques et culturelles considère que la procédure n'est « pas équitable », les candidats n'ayant pas été officiellement auditionnés, tandis que certains lui reprochent de n'être ni metteur en scène ni reconnu dans le théâtre public, doutant de son projet et de sa capacité à diriger une scène subventionnée. Le 19 novembre 2009, 11 des 18 candidats malheureux demandent par lettre ouverte au ministre de la Culture d'annuler cette nomination et de « relancer un processus de nomination légal, équitable et conforme aux usages », démarche qualifiée de « première dans l'histoire de la décentralisation dramatique », puis lancent en décembre 2009 une pétition et une deuxième lettre ouverte. D'autres, au contraire, voient d'un bon œil la nomination d'un auteur à la tête d'un Centre dramatique national.
Jean-Marie Besset souhaite qu'on le « juge sur son travail ». Dans le cadre de son projet artistique, il propose de « défendre les auteurs vivants, notamment d'expression française ; exhumer des classiques oubliés, comme l'Américain Thornton Wilder ; et réintroduire la comédie dans le théâtre public ».
Plusieurs titres de presse réserve finalement un accueil favorable à sa première saison. Pendant les trois années de son mandat (2010-2013), accompagné par son metteur en scène  avec son metteur en scène Gilbert Desvéaux, il s'attache à essayer d'ouvrir au public le théâtre classique, réintroduisant la comédie dans le théâtre public et d'exhumant des classiques oubliés, ou encore des auteurs comme Oscar Wilde dont il est passionné et dont il propose L'Importance d'être sérieux qui rencontre un grand succès Montpellier puis au théâtre Montparnasse à Paris.
Malgré une programmation finalement été apprécié au fil des ans, il n'est pas reconduit à sa fonction au terme de ce premier mandat par la ministre de la culture Aurélie Filippetti — ce qui suscite une nouvelle polémique, — et est remplacé en 2013 par Rodrigo Garcia.
En 2017 et 2024, il se présente à l'Académie française où sa candidature est retenue la deuxième fois. Il obtiendra 3 voix face à Christian Jambet qui sera élu,.

### Auteur
Besset redevient auteur à part entière et se consacre à l'écriture de la pièce fleuve qu'il envisageait depuis trente ans, Jean Moulin, Évangile. 
En 2019, Jean-Marie Besset crée un nouveau prix littéraire, le prix Café Beaubourg, doté d'un chèque de 5 000 € et un objet d’art, remis le jour du printemps récompensant une pièce de théâtre originale, écrite en français, jouée ou publiée au cours de la saison.

### Engagement
En décembre 2023, il est signataire de la polémique tribune en soutien à Gérard Depardieu alors accusé de viol, agression sexuelle et harcèlement sexuel, tribune orchestrée par Yannis Ezziadi, comédien et éditorialiste pour le magazine d'extrême droite Causeur, magazine auquel Jean-Marie Besset collabore épisodiquement.

## Décorations
- Officier de l'ordre des Arts et des Lettres (2002). Chevalier de 1995.
- Chevalier de l'ordre national du Mérite (2009)[28]

## Œuvres

### Auteur

#### Textes publiés ou mis en scène
- Villa Luco, 1989 : mise en scène Jacques Lassalle, Théâtre national de Strasbourg
- La Fonction, 1990 : mise en scène Patrice Kerbrat, Studio des Champs-Elysées
- Ce qui arrive et ce qu'on attend, 1993, mise en scène Patrice Kerbrat, Théâtre de la Gaîté Montparnasse, avec Sabine Haudepin et Marie-France Pisier
- Fête Foreign, 1994, mise en scène Geneviève Mnich, Théâtre de la Gaîté Montparnasse, avec Danièle Delorme
- Grande École, 1995, mise en scène Patrice Kerbrat, Théâtre 14 Jean-Marie Serreau, avec Guillaume Canet puis Romain Duris
- Un cœur français, 1996, mise en scène Patrice Kerbrat, Centre national de création d'Orléans, Théâtre Hébertot
- Marie Hasparen, 2000, mise en scène Jacques Rosner, Théâtre 14 Jean-Marie Serreau en 2001, Espace Pierre Cardin en 2002
- Baron, 2000
- Commentaire d'amour, 2000, mise en scène de J.-M. Besset et Gilbert Désveaux, Théâtre Tristan Bernard, avec Laurent Lucas
- L'École de New York, 2000
- Rue de Babylone, 2002, créé le 4 septembre 2004 au Petit Montparnasse, mise en scène de Jacques Lassalle, avec Samuel Labarthe et Robert Plagnol
- Les Grecs, 2003, créé le 21 avril 2006 au Petit Montparnasse, mise en scène Gilbert Désveaux, avec Marianne Basler, Jean-Michel Portal, Xavier Gallais et Salim Kechiouche
- Un cheval, 2005, d'après Christophe Donner (L'Influence de l'argent sur les histoires d'amour), créé le 24 août 2006 au Théâtre Pépinière-Opéra
- RER, 2005, créé en août 2006, avec Didier Sandre et Andréa Ferréol, repris en mars 2010 à la Cartoucherie de Vincennes et en septembre 2010 au Théâtre des Treize Vents
- Perthus, 2007, créé au Théâtre du Rond-Point, en septembre 2008, mise en scène Gilbert Désveaux, avec Alain Marcel, Jean-Paul Muel et Jonathan Drillet
- Un couple idéal, 2008
- Roch Ferré, un cas de médecine légale, 2009
- Je ne veux pas me marier, 2009, en décembre 2010 au Théâtre des 13 vents, avec Pascal Rénéric puis avec Adrien Melin au Théâtre de l'Œuvre
- Le Banquet d'Auteuil 2011[29]
- Le Kiné de Carcassonne 2011, comédie écrite en collaboration avec Régis de Martrin-Donos. Festival NAVA 2012
- À la guerre comme à la guerre 2012, comédie écrite avec Régis de Martrin-Donos. Festival NAVA 2013
- La Fille et le garçon, 2012
- Jean Moulin, évangile, 2015, créée au festival NAVA 2015[30],[31].
- Commentaire d'amour, 2016
- Grande École, 2017
- J'écris des poèmes et ma mère les chante, 2018
- Temple, 2018
- Mister Paul, 2019, création au festival NAVA 2019, mise en espace de Régis de Martrin-Donos, puis au Théâtre de l'Atalante, mise en scène d'Agathe Alexis, décembre 2019, reprise au Théâtre du Petit Montparnasse de mai à juillet 2022
- Duc et Pioche, 2022, présentation au festival NAVA 2020, mise en espace de Nicolas Vial, avec Sabine Haudepin et Jean-Claude Drouot. Création au Théâtre de Poche-Montparnasse à Paris le 31 août 2022 avec Sabine Haudepin et François-Éric Gendron

#### Autres
Pour le cinéma, il a développé plusieurs scénarios à partir de ses pièces ou de ses adaptations, dont Grande Ecole de Robert Salis (2004), La Fille du RER d'André Téchiné (2009), Aimer, boire et chanter d'Alain Resnais (2014).
- La Propriétaire, 1996. Scénario original du film d'Ismail Merchant, avec Jeanne Moreau

### Adaptateur
Outre les pièces, téléfilms et films dont il a écrit le texte, il a également adapté plusieurs pièces de l'anglais au français.
- Le Bonheur des autres (Benefactors) de Michael Frayn, 1988
- Le Malin plaisir (The Secret rapture) de David Hare, 1989, Théâtre de l'Atelier, 2000
- Moulins à paroles (Talking heads d'Alan Bennett, 1990, avec Annie Girardot, Tsilla Chelton, 2001
- Quelque chose dans l’air (Hay fever) de Noël Coward, 1991
- La Nourriture du feu (The Substance of fire) de Jon Robin Baitz, 1992
- Danser à Lughnasa (Dancing at Lughnasa) de Brian Friel, 1992
- Oncle Paul (Uncle Bob) d'Austin Pendleton, 1995
- 1997 : Mad(e) in England : Une frite dans le sucre - Un lit parmi les lentilles d'Alan Bennett, mise en scène Jean-Claude Idée, Petit Montparnasse
- Arcadia (Tom Stoppard - 1995, Comédie-Française - 1998)
- A Flea in her Ear de Georges Feydeau, adapté avec Mark O'Donnell, Roundabout Theater, New York, février-mai 1998
- Un Tramway nommé désir (A Streetcar Named Desire) de Tennessee Williams – 1997, mise en scène Philippe Adrien, avec Caroline Cellier
- Grand galop (Full gallop) de Mary Louise Wilson & Mark Hampton - 1997
- 1998 : Le Bel Air de Londres (London Assurance) de Dion Boucicault, mise en scène Adrian Brine, avec Robert Hirsch, Théâtre de la Porte-Saint-Martin
- Copenhague (Copenhagen) de Michael Frayn - 1998. Molière 1999 Meilleur adaptateur
- Outrage aux mœurs (Gross Indecency: The Three Trials of Oscar Wilde) de Moisés Kaufman, 2000
- L’Invention de l’amour Tom Stoppard, 2001
- Tokyo bar Tennessee Williams, 2002
- Trois jours de pluie (Three Days of Rain) de Richard Greenberg, 2002
- 2004 : Trois Jours de pluie de Richard Greenberg, adaptation et mise en scène Jean-Marie Besset et Gilbert Désveaux, avec Léa Drucker, Pierre Cassignard, Mathieu Bisson, Théâtre de l'Atelier
- Van Gogh à Londres Nicholas Wright, 2003
- À la folie pas du tout, La Chèvre, C'est fini, et La Maison et le Zoo Edward Albee, 2004-2009
- Thomas Chagrin et Ameriville Will Eno, 2006 et 2011
- La Divine Miss V. de Mark Hampton et May Louise Wilson, 2008
- Talking heads de Alan Bennett, 2008
- Une souris verte de Douglas Carter Beane, 2008 au Théâtre Tristan Bernard
- L'Importance d'être sérieux d'Oscar Wilde, 2012. Théâtre des 13 vents, Montpellier. Théâtre Montparnasse, Paris. Mise en scène Gilbert Désveaux, avec Claude Aufaure (Lady Bracknell), Arnaud Denis, Mathilde Bisson, Mathieu Bisson, Maryline Fontaine, Margaret Zenou…
- La Reine des lectrices d'Alan Bennett, 2013
- Vita et Virginia d'Eileen Atkins, 2014. Festival NAVA 2014
- Au bord de la mer d'Edward Albee, 2014. Festival NAVA 2014
- Rouge de John Logan, 2019

## Spectacles

### Acteur
- 1983 : Les Cinq Dernières Minutes (épisode La Chine à Paris réalisé François Martin) : un client
- 1996 : Beaumarchais, l'insolent d'Édouard Molinaro, Desfontaines
- 2001 : Marie Hasparren de Jean-Marie Besset, mise en scène Jacques Rosner, Théâtre 14 Jean-Marie Serreau, Espace Pierre Cardin
- 2006 : Les Témoins d'André Téchiné, l'assistant du théâtre
- 2017 : Jean Moulin, évangile, 2017, Théâtre 14 Jean-Marie Serreau[32]
- 2019 : Mister Paul

### Metteur en scène

#### Théâtre
- 2000 : Commentaire d'amour de Jean-Marie Besset, mise en scène avec Gilbert Désveaux, Théâtre Tristan Bernard
- 2002 : Baron de Jean-Marie Besset, mise en scène avec Gilbert Désveaux, Théâtre Tristan Bernard
- 2003 : Le Jour du destin de Michel del Castillo, mise en scène avec Gilbert Désveaux, Théâtre Montparnasse
- 2004 : Oncle Paul d'Austin Pendleton, mise en scène avec Gilbert Désveaux, Théâtre du Rond-Point
- 2004 : Trois jours de pluie de Richard Greenberg, mise en scène avec Gilbert Désveaux, Théâtre de l'Atelier
- 2006 : Les Grecs de Jean-Marie Besset, mise en scène avec Gilbert Désveaux, Petit Montparnasse
- 2006 : Un cheval de Jean-Marie Besset, d'après L'Influence de l'argent sur les histoires d'amour de Christophe Donner, mise en scène avec Gilbert Désveaux, Pépinière Opéra
- 2010 : Il faut je ne veux pas de Alfred de Musset et Jean-Marie Besset, Théâtre des Treize Vents
- 2011: Le Garçon sort de l'ombre de Régis de Martrin-Donos, Théâtre des 13 Vents[33]

#### Cinéma
- 2023: La Fille et le garçon, adaptation au cinéma de son ouvrage de 2012

## Prix et récompenses
Nommé dix fois aux Molières (six fois comme auteur et quatre comme adaptateur), en 1993 il est lauréat du SNCD : Prix de la meilleure création d'une pièce en langue française du Syndicat de la critique ainsi que du Prix Nouveau Talent Théâtre.
Prix du jeune théâtre Béatrix Dussane-André Roussin, il a également reçu le Grand prix du théâtre de l'Académie française en 1998 et 2005.